# Tawaramoto
Tawaramoto (田原本町?) è una cittadina giapponese della prefettura di Nara.